# Svojanov (Bouzov)
Svojanov je malá vesnice, část obce Bouzov v okrese Olomouc. Nachází se asi 2,5 km na západ od Bouzova. V roce 2009 zde bylo evidováno 26 adres. V roce 2001 zde trvale žilo 21 obyvatel.
Svojanov leží v katastrálním území Svojanov u Bouzova o rozloze 7,56 km2.

## Historie
První písemná zmínka pochází z roku 1382, kdy je osada Svánov uvedena při soupisu majetku bouzovského panství.  Toto jméno se se současným pravidelně střídá a nalézt jej lze ještě v matrikách z 19. století. 1494 je obec uváděna jako pustá, ovšem již brzy byla opět osídlena.
V roce 1546 žilo v obci 6 rodin, převážně malostatkářů.
Dlouhou dobu byla obec přifařena k Bouzovu, kam také chodily děti do školy. To se změnilo roku 1813, kdy se otevřela v blízkém Kozově nová škola a do ní docházely děti až do roku 1911, kdy se otevřela školní budova přímo v obci.
Od roku 1850 patřil Svojan pod Kozov a spolu s ním pak připadl roku 1976 k Bouzovu.

## Obyvatelstvo

### Struktura
Vývoj počtu obyvatel za celou obec i  za jeho jednotlivé části uvádí tabulka níže, ve které se zobrazuje i příslušnost jednotlivých částí k obci či následné odtržení. 
| Místní části   | Místní části  | 1869 | 1880 | 1890 | 1900 | 1910 | 1921 | 1930 | 1950 | 1961 | 1970 | 1980 | 1991 | 2001 | 2011 |
| -------------- | ------------- | ---- | ---- | ---- | ---- | ---- | ---- | ---- | ---- | ---- | ---- | ---- | ---- | ---- | ---- |
| Počet obyvatel | část Svojanov | 146  | 129  | 133  | 133  | 118  | 109  | 113  | 64   | 58   | 39   | 32   | 28   | 21   | 22   |
| Počet domů     | část Svojanov | 21   | 22   | 22   | 22   | 22   | 22   | 23   | 23   | -    | 16   | 13   | 22   | 23   | 23   |

## Pamětihodnosti
Na návsi stojí kaplička z roku 1868, před ní kříž vztyčený o dva roky později.
Ve vsi se vyskytuje kamenný kříž z roku 1908, u vjezdu do ní stojí kříž, podle místních z roku 1860 a před ním svatý obrázek.

## Doprava
Vede sem pouze malá klikatá silnice z Kozova, do samotné obce je však vjezd zakázán.
Autobus do vesnice nezajíždí, nejbližší zastávka se nachází v lese mezi Kozovem a Blažovem a z ní vede lesní cesta do dolní části obce.

## Přírodní poměry
Vesnice leží uprostřed lesů Zábřežské vrchoviny. Západní hranici katastru tvoří říčka Věžnice, která je zároveň hranicí přírodního parku Bohdalov-Hartinkov, na jihu zase hraničí s přírodním parkem Kladecko.

## Fotogalerie

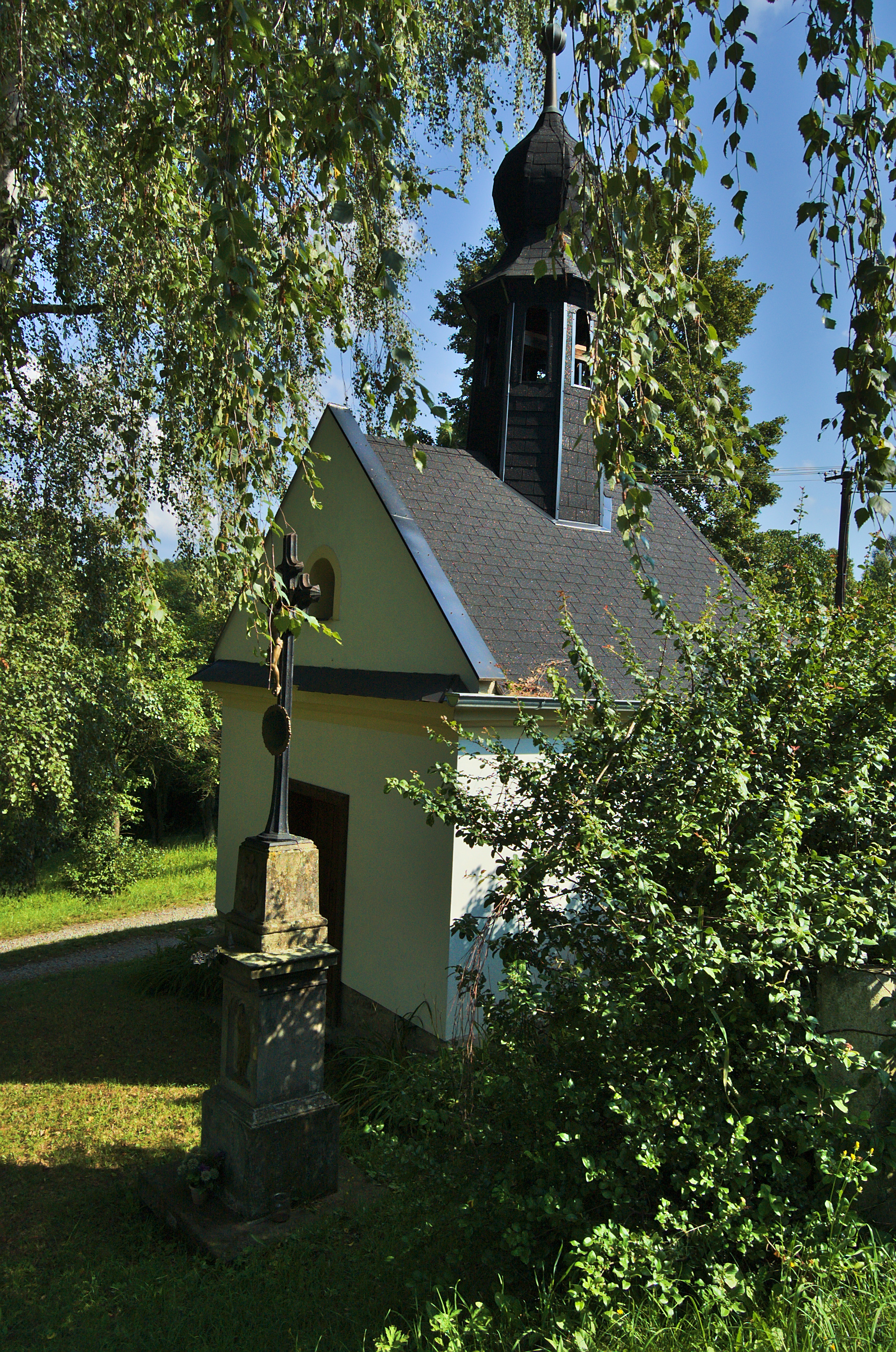
Kaple na návsi
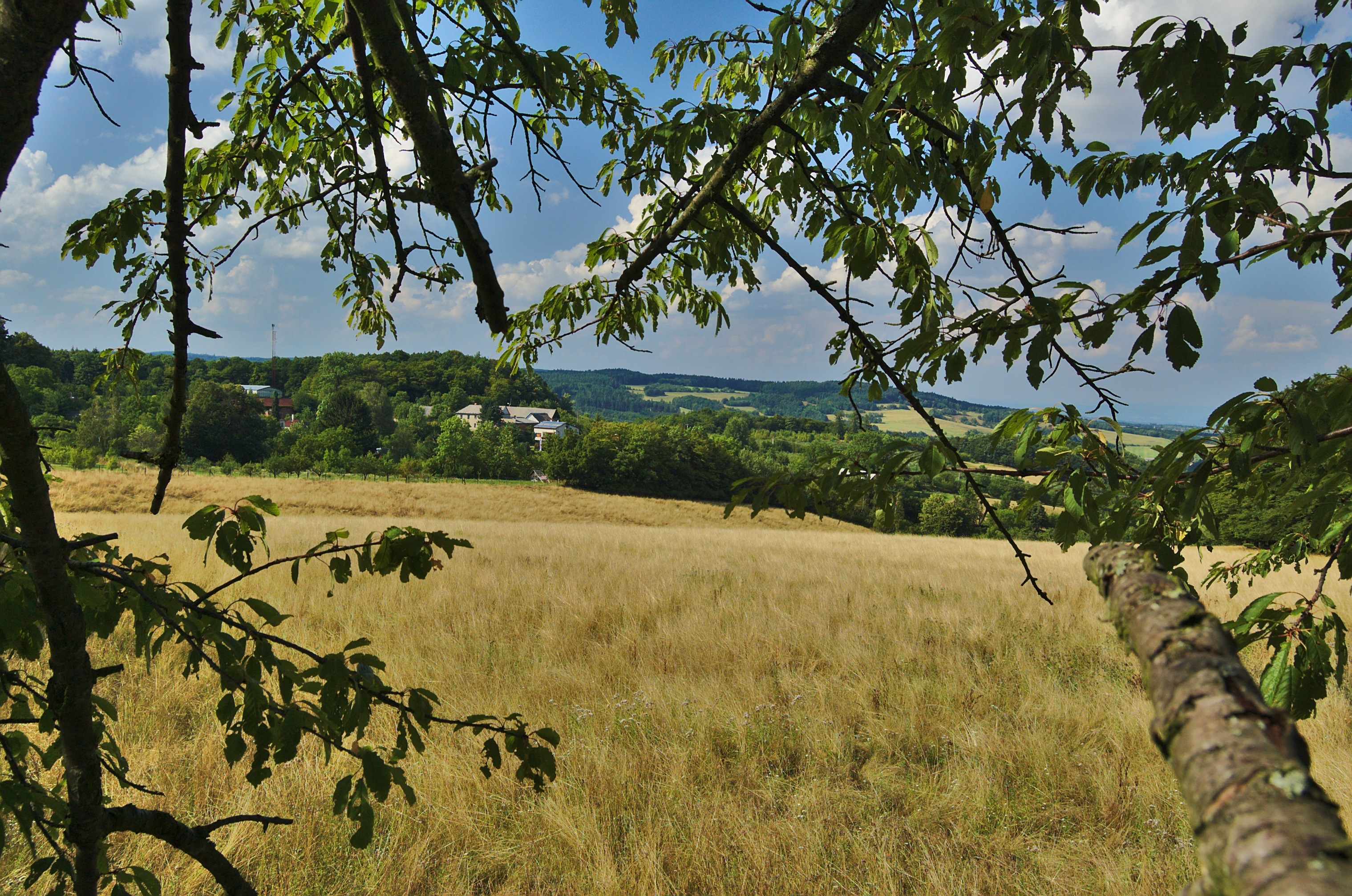
Pohled na obec od jihovýchodu